# 欧文·欧玛利
欧文·圣克莱尔·欧玛利（英語：Sir Owen St Clair O'Malley，1887年5月4日—1974年4月16日）又名为阿马利、奥马利，是英国外交官，曾担任驻中国公使馆头等参赞。1927年赴汉口与武汉政府的外交部长陈友仁签订了《收回九江英租界之协定》、《收回汉口英租界之协定》。